# 东岛 (法罗群岛)
东岛，又译为厄斯特岛，是法罗群岛中的第二大岛。总面积286.3平方公里，总人口11,962（2021年1月）。该岛人口也位居法罗群岛第二位。该岛与斯特勒姆岛之间有很窄的海峡。东岛地貌崎岖，有66座山峰，其中斯莱塔拉山为法罗群岛最高峰。

## 参见

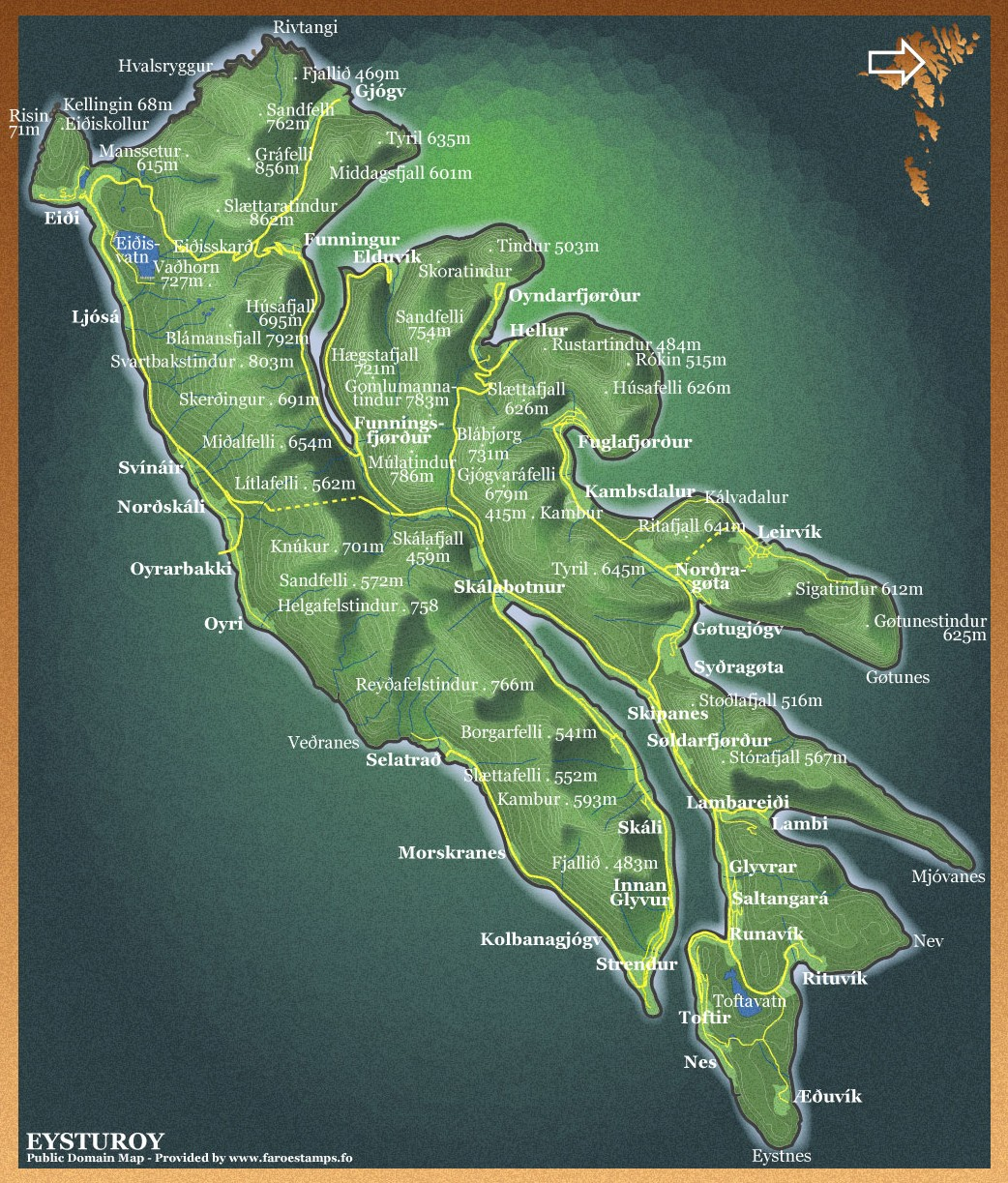
东岛地图
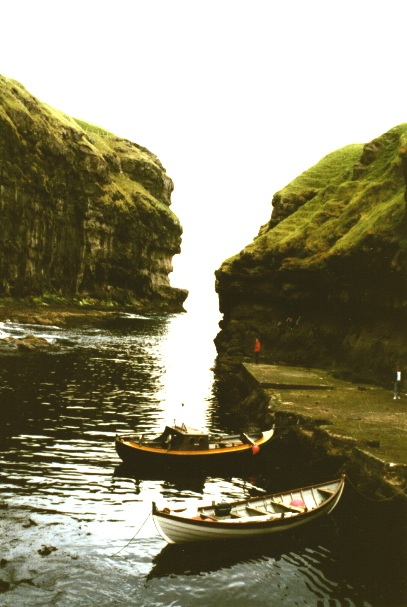
海港景象